# ویک دیاز
ویک دیاز (انگلیسی: Vic Diaz؛ ‏ ۲۹ ژوئیهٔ ۱۹۳۲ – ۱۵ سپتامبر ۲۰۰۶) بازیگر اهل فیلیپین بود.
از فیلم‌هایی که وی در آن‌ها نقش داشته است، می‌توان به بی‌مصرف‌ها، پسران گروهان سی، آتلانتیس ۲، تشنه خون، توطئه سورابایا و پرواز به سوی خشم اشاره نمود.